# نشریه بایکار
نشریهٔ بایکار (به فارسی: پیکار) نشریه‌ای است به زبان ارمنی که از سال ۱۹۱۸ و در تبریز منتشر می‌شد.